# Yuxarı Qarxun
Yuxarı Qarxun è un comune dell'Azerbaigian situato nel distretto di Yevlax. Conta una popolazione di 1 691 abitanti.